# Vacuna antineumocócica
Las vacunas antipneumocócicas son vacunas contra la bacteria Streptococcus pneumoniae, y su uso puede prevenir algunos casos de neumonía, meningitis y sepsis. Hay dos tipos de vacunas neumocócicas: las vacunas conjugadas (unen un polisacárido capsular con una proteína transportadora, consiguiendo con ello cambiar una inmunidad timo-independiente) y las vacunas de polisacáridos. Se administran mediante inyección intramuscular o subcutánea.
La Organización Mundial de la Salud  recomienda el uso de la vacuna conjugada como parte del calendario de vacunación que se administra a los niños y a las personas con VIH/SIDA. Las tres o cuatro dosis recomendadas tienen entre un 71 y un 93 % de eficacia para prevenir la enfermedad neumocócica grave. Las vacunas de polisacáridos, si bien son efectivas en adultos sanos, no son efectivas en niños menores de dos años o en aquellos con una función inmunológica deficiente.
Estas vacunas son generalmente seguras. Con la vacuna conjugada, alrededor del 10 % de los bebés desarrollan enrojecimiento donde la inyección se pone, fiebre o cambios en el sueño. Las alergias graves son muy infrecuentes.
La primera vacuna antineumocócica se desarrolló en la década de 1980. La vacuna se encuentra en la Lista de Medicamentos Esenciales de la OMS. El costo mayorista en los países en vías de desarrollo es de aproximadamente US$ 17 por dosis a partir de 2014. En Estados Unidos está entre US$25 y US$100.